# فن شعر
فنِّ شعر یا هنرِ شاعری یا شعریّات (فن شعر = بوطیقا) از مهم‌ترین میراث فلسفی ادبی یونان می‌باشد، این رساله، اولین کار بازمانده در حوزه نظریه دراماتیک و اولین رساله فلسفی موجود با تمرکز بر سخن‌شناسی و نظریه ادبی است. ارسطو در فن شعر، مفهومی را بررسی می‌کند؛ که از آن تحت عنوان «شعر» یاد می‌کند.
فن شعر را ابتدا ابوبشر متی بن یونس - از نسطوریان بغداد که رئیس منطقیان عصر خویش به‌شمار می‌آمد - از سریانی به عربی ترجمه کرد. ترجمه‌ای که او از فن شعر کرد خطاها و ابهامات زیادی داشت. بعد از او شاگردش یحیی بن عدی دست به ترجمهٔ دوبارهٔ آن می‌زند و یعقوب بن اسحاق الکِندی برای اولین بار آن را تلخیص کرد. پس از کندی، ابونصر فارابی (متوفی به سال ۳۳۹) که شاگرد ابوبشر متی نیز بود، به شرح و تلخیص فن شعر پرداخت. پس از فارابی معروف‌ترین کسی که دست به کار شرح و تلخیص فن شعر می‌شود، ابن‌سینا است. پس از ابن‌سینا معروفترین کسی که به تلخیص و شرح بوطیقا اقدام می‌کند، ابن‌رشد است.
رسالهٔ فن شعر ارسطو در یونانی Περὶ ποιητικῆς و در لاتین De Poetica نامیده می‌شود؛ که مُعرّبش بوطیقا می‌شود.
فن شعر برای زمان‌های متمادی در دنیای غرب مفقود بوده و تنها در قرون وسطی و اوایل دورهٔ رنسانس از طریق ترجمهٔ لاتین که از روی نسخهٔ عربی نوشته شده توسط ابن رشد، انجام شده بود در دسترس قرار گرفت.

## واژه‌های کلیدی
ارسطو در فن شعر از مفاهیم ذیل یاد می‌کند:
- میمسیس (محاکات)
- کاتارسیس (روان‌پالایی)
- دگرگونی
- بازشناخت
- هامارتیا (خطای تراژیک)
- میتوس (افسانه و داستان)
- اتوس (سیرت)
- دایانویا (اندیشه)
- لکسیس (گفتار)
- ملوس (آواز)
- اوپسیس (منظر نمایش)

## پیشینه
افلاطون در باب هنر و زیبایی، ساختار فلسفی منظمی پدید نیاورده‌است و آرای او در این باره در رساله‌های مختلف او پراکنده‌است. در عین حال در نزد افلاطون- براساس ایده مثل- هنر همان «محاکات» (تقلید) است و چون براساس اندیشه مثل، عالم محسوس، خود تقلیدی از جهان معقول مثل است و نیز چون کار هنرمند محصول تأثیر گرفتن از تخیلات جهان محسوس است، پس کار هنرمند در واقع، تقلید تقلید است و معلوم است که در نظر افلاطون چنین آفرینشی تا چه اندازه بی‌مقدار است. اما حکمت ارسطویی اساساً بر این مبنا بنا نهاده شده‌است که اندیشه انسانی بتواند فارغ از زیستن در جهان معقولات صرف، با این دنیای محسوس، انسانی و این جهانی نیز رابطه برقرار کند
رساله «فن شعر» مربوط به اواخر عمر مؤلف است و به همین دلیل علی‌القاعده باید اختلافی اساسی با تعالیم افلاطون داشته باشد. گفته‌اند که شاعران، نخستین قربانیان آرمان‌شهر افلاطون بوده‌اند. او این گروه را به این دلیل که با زندگی فلسفی و عقلانی نسبتی ندارند از مدینه خود طرد کرده‌است. اما میراث دار او، ارسطو، با نپذیرفتن آموزه اساسی حکمت افلاطونی (مثل) میان زیبایی و اخلاق، تمایز نهاد و این هر دو ارزش را دارای جایگاهی جدا در معرفت بشری دانست.

## درونمایه
رسالهٔ «فن شعر» دارای بیست و شش بخش کوتاه است. چهار بخش نخست آن به تعریف شعر می‌پردازد و در بارهٔ رابطه میان شعر و تقلید، منشأ و انواع شعر و انواع تقلید بحث می‌کند. بخش پنجم مقدمه‌ای است بر سه موضوع کمدی، تراژدی و حماسه. در بخش‌های شش تا بیست و دو به تعریف تراژدی و مشخصات آن می‌پردازد و مباحثی را دربارهٔ اندازه و یگانگی کردار، کردارهای ساده و پیچیده، دگرگونی و بازشناخت، اقسام باز شناخت، اجزاء تراژدی، ترس و شفقت در تراژدی، اندیشه و گفتار در تراژدی، اجزاء گفتار، تراژدی و عقده‌گشایی، سیرت اشخاص داستان، و اوصاف گفتار شاعرانه طرح می‌کند. سه بخش از آخرین بخش‌های رسالهٔ «فن شعر» در بارهٔ حماسه است، و در این سه بخش پس از بررسی ناقص و کوتاهی دربارهٔ شعر حماسی، به بررسی شعر حماسی هومر، به عنوان نمونه می‌پردازد. در آخرین فصل رساله نیز به مقایسه بین تراژدی و حماسه پرداخته، با استدلالی منطقی ثابت می‌کند که تراژدی بر حماسه برتری دارد و از آن عالیتر است. یک فصل از رساله نیز به پاسخگویی به بعضی از اشکالات منتقدان اختصاص یافته و در آن ارسطو خطاهایی را که در فن شعر ممکن است روی دهد بررسی و تجزیه و تحلیل کرده‌است.
در بحث از تراژدی، ارسطو ابتدا آن را تعریف می‌کند و آن گاه اجزای آن را برمی‌شمارد. تراژدی در نظر او «تقلیدی است از کار و کرداری شگرف و تمام؛ دارای درازا و اندازه‌ای معین است و به وسیله کلامی به انواع زینت‌ها آراسته بیان می‌شود. این زینت‌ها نیز هر یک برحسب اختلاف اجزا مختلفند. این تقلید به وسیله کردار اشخاص انجام می‌پذیرد، نه به وسیله نقل و روایت، تا شفقت و هراس را برانگیزد و سبب تزکیه نفس از این عواطف و انفعالات گردد».
در تراژدی شش جزء وجود دارد که تراژدی از آن‌ها ترکیب می‌یابد: «افسانه مضمون»، «سیرت»، «گفتار»، «اندیشه»، «منظر نمایش» و «آواز» (بر اساس واژه‌گزینی در برگردان بوطیقا توسط رضا شیرمرز). در این اجزاء مهم این است که افعال، ترکیب و درهم آمیخته شوند؛ زیرا تراژدی تقلید مردمان نیست، بلکه تقلید کردار، زندگی، سعادت و شقاوت است و سعادت و شقاوت نیز هر دو از نتایج و آثار کردار هستند.
از میان این اجزای شش‌گانه، مبدأ و روح تراژدی، «افسانه و داستان» است، و «سیرت» در مرتبه دوم است. در مرحله سوم، «اندیشه» است و مراد از آن، قدرت در بازیافتن تعبیر و بیانی است که مقتضی حال و مناسب مقام باشد. اما «سیرت» امری است که شیوه رفتار و طریقه‌ای را نشان می‌دهد که چون برای انسان مشکلی پیش می‌آید، آن طریقه را اختیار می‌کند یا از آن طریقه اجتناب می‌کند. چهارمین مرحله «گفتار» است و مراد از آن تبیین و بیان فکر به وسیله الفاظ است.

### افسانهٔ مضمون
به نظر ارسطو افسانه‌هایی که مضمون تراژدی را می‌سازند، برای اینکه زیبا و هنرمندانه جلوه کنند باید از نظم و ترتیب خاصی بین اجزاء برخوردار باشند و متناسب و هماهنگ باشند و دارای اندازهٔ معقول و به هنجار باشند، چون:
حد زمانی که ارسطو برای تراژدی مجاز می‌شمرد به میزانی است که در طی آن رشته‌ای از رویدادها که به صورت احتمالی یا ضروری در پی هم می‌آیند، قهرمان داستان را از شور بختی به شیرین کامی یا از بهروزی به تیره‌روزی بکشاند.
از دید ارسطو افسانه و داستان تراژدی باید از وحدت‌های سه‌گانه برخوردار باشند.
ارسطو وظیفهٔ تراژدین‌ها را نه نقل درست و وفادار به واقعیت رویدادها، آن طور که در عالم واقع رخ داده‌اند، بلکه روایت امور به آن شیوه که ممکن است و می‌تواند اتفاق بیفتد، می‌داند و از این نظر مقام شاعر تراژدی نگار را بالاتر و والاتر از مقام مورخ، و شعر را فلسفی تر از تاریخ می‌داند، زیرا:
ارسطو تقلید صرف، بی تفسیر و بی‌نتیجهٔ تراژدی از کردارهای تام را کافی نمی‌داند بلکه بر این نظر است که:
باید آنچه مورد تقلید واقع می‌شود، موجب انگیختن ترس و شفقت نیز بشود؛ و این احوال از همه بیشتر هنگامی دست می‌دهد که وقایع بر خلاف انتظار روی دهد، و در عین حال آن وقایع نیز یکی از دیگری ناشی گردد، زیرا در این صورت جنبهٔ اعجاب و شگفتی آن وقایع بسی بیشتر خواهد بود تا این که در اثر بخت و اتفاق روی داده باشد. چون حتی وقایع و حوادثی هم که از روی تصادف و اتفاق روی داده‌است، وقتی بیشتر موجب اعجاب و شگفتی می‌شود که به ظاهر از روی عمد و قصد به نظر بیاید."
بر انگیزش ترس و شفقت یکی از مهم‌ترین وظایف و اهداف ادبیات از دیدگاه ارسطو است. ترس و شفقت ممکن است محصول منظرهٔ نمایش باشد یا ممکن است که از ترتیب رویدادها پدید آید. به نظر ارسطو ترس و شفقتی که از ترتیب حوادث به وجود می‌آید ارزشمندتر و مؤثرتر است و این البته هنر بزرگی است که کار هر کسی نیست و تنها از عهدهٔ شاعران بزرگ بر می‌آید.
کردارهای تراژدی گون معمولاً ناروا و ناعادلانه و زشت هستند. این‌گونه کردارها ممکن است آگاهانه، ارادی و تعمدی باشد یا نادانسته و ناخواسته و غیر تعمدی؛ و بهترین نوع کردار تراژدی گون آن است که:
شخص نا دانسته مرتکب عملی شود، و بعد از ارتکابش بر آن خطای خویش واقف گردد. زیرا که در این حال، دیگر آن عمل و کردار سبب نفرت و اشمئزاز نمی‌شود، و بازشناخت هم که بعد از ارتکاب عمل حاصل می‌شود سبب می‌گردد که تماشاگر یا خواننده ناگهان پی به حقیقت حال ببرد."
از نظر ارسطو کردارهای تراژیک کردارهایی هستند که تغییر و تحول سرنوشت قهرمان در آن به وسیلهٔ «دگرگونی و بازشناخت» انجام پذیرد و هم چنین لازم است که چنین تحولی از اصل و بنیان خود افسانه پدید بیاید، به گونه‌ای که یا به حکم ضرورت یا به حکم احتمال، نتیجهٔ منطقی وقایع قبلی باشد، نه این که تنها به دنبال رویدادهای دیگر و بدون ارتباط تنگاتنگ و ارگانیک با رویدادهای پیشین رخ دهد.
ارسطو دگرگونی را عبارت می‌داند از تبدل و تحول وضع فعلی به ضد آن، و بر این نظر است که این دگرگونی باید به حکم ضرورت یا بر حسب احتمال پیش آید. او بازشناخت را به صورت انتقال از ناشناخت به شناخت تعریف می‌کند که «سبب می‌شود میانهٔ کسانی که می‌بایست به سعادت یا شقاوت رسند کار از دوستی به دشمنی، یا از دشمنی به دوستی بکشد و خوش‌ترین بازشناخت آن است که با دگرگونی همراه باشد.»
به عقیدهٔ ارسطو چنین بازشناختی وقتی همراه با دگرگونی باشد سبب بر انگیزش ترس همراه با شفقت می‌شود؛ و در حقیقت تراژدی تقلید کردارهایی است که این‌گونه عواطف را برانگیزد. ارسطو برای باز شناخت انواع گوناگونی قائل می‌شود و آن را به چند دسته تقسیم می‌کند:
- بازشناخت به وسیلهٔ نشانه‌های مریی موروثی یا اکتسابی. بازشناخت‌هایی که مطابق سلیقه و ذوق شاعر ابداع شده باشند و نه موافق آنچه در اصل وقایع داستان بوده‌است.
- بازشناختی که با یادآوری حاصل می‌شود یعنی دیدن چیزی یک حس پیشین و فراموش‌شده را به یاد می‌آورد.
- بازشناختی که از روی قیاس حاصل می‌شود. بازشناختی که مبنای آن اعتماد شاعر بر قیاسی کاذب است که گمان می‌کند برای خواننده یا بیننده پیش می‌آید.

از میان این بازشناخت‌ها، نوع اول و دوم را ارسطو فاقد ارزش هنری و ضعیف می‌داند و از دید او: «بهترین بازشناخت آن است که از خود حوادث حاصل آید زیرا شگفتی و اعجابی که در این حال حاصل می‌شود، به وسیلهٔ امور محتمل بوده‌است.»
جزء مهم دیگر افسانه «واقعهٔ دردانگیز» است:
افسانهٔ تراژدی باید دارای ویژگی‌ها ی معینی باشد و امور خاصی را طرف توجه قرار دهد و از امور خاصی اجتناب کند. افسانهٔ تراژدی نباید هرگز طوری پردازش شود که در آن نیکان از بهروزی به تیره‌روزی بیفتند، زیرا این امر ترس و شفقت را در تماشاگر برنمی‌انگیزد بلکه سبب ایجاد نفرت و رمیدگی در او می‌شود. هم چنین نباید بدکاران از شقاوت به سعادت نایل آیند زیرا که چنین تحولی نه عواطف انسانیت را بیدار می‌کند و نه حس ترس و شفقت را برمی‌انگیزد. هم چنین نباید فرو مایگان و دون سرشتان از سعادت به شقاوت فرود آیند و مبتلا شوند زیرا این نیز اگر چه حس انسانیت را برمی‌انگیزد اما ایجاد ترس و شفقت نمی‌کند، چون:
آنچه مورد شفقت است کسی است که دچار شقاوتی شده‌است اما مستحق آن بدبختی نبوده‌است، و آنچه ترس را برمی‌انگیزد احوال کسی است که به خود ما شباهت دارد. پس موضوع شفقت، آدمی است که مستوجب شقاوتی که دچار آن شده‌است، نیست، و موضوع ترس، آدمی است که شبیه و مانند خودمان است. باری در آن حال که فرومایهٔ بدنهادی از سعادت به شقاوت دچار آید واقعه طوری نیست که بتواند شفقت و ترس را در وجود ما برانگیزد."
به نظر ارسطو افسانهٔ تراژیک برای آن که خوب به نظر برسد باید در آن دگرگونی از سعادت به شقاوت باشد و نه از شقاوت به سعادت، و این دگرگونی باید نه به سبب پستی و فرومایگی سرشت و نهاد قهرمان تراژدی، بلکه به دلیل اشتباهات بزرگ، هولناک و جبران ناپذیر او پیش آمده باشد.

### سیرت
ارسطو سیرت را چنین تعریف می‌کند:
سیرت آن امری است که شیوهٔ رفتار، یعنی همان طریقه‌ای را نشان می‌دهد که چون برای انسان مشکلی پیش آید آن طریقه را اختیار می‌کند یا از آن طریقه اجتناب می‌نماید و به همین سبب در سخنانی که گوینده را در آن کمترین امکان اختیار طریقه یا اجتناب از طریقه‌ای نیست، هیچ اثر خصلت و سیرت وجود ندارد، اما اندیشه در هر سخن که دلالت بربودن یا نبودن چیزی می‌کند، یا به بیان فکری کلی می‌پردازد، وجود دارد.
ارسطو در این باره چهار نکته را مورد توجه قرار می‌دهد که آن‌ها را به ترتیب در زیر می‌آوریم:
- سیرت‌ها باید پسندیده باشد و انسان وقتی دارای سیرت خاص محسوب می‌شود که اقوال و اطوار او حکایت از رفتاری سنجیده کند.
- نکته دوم «مناسبت» است؛ بنابراین هر چند ممکن است اشخاص داستان _ مثلاً_ به سیرت مردانگی موصوف شوند، اما با سرشت زن هیچ مناسبتی نیست که به این سیرت موصوف شود.
- نکته سوم «مشابهت» با اصل است و این امر البته به غیر از خوب بودن سیرت و مناسب بودن اخلاق است که در نکته دوم به آن اشاره شد.
- نکته چهارم «ثبات در سیرت» است؛ چنان‌که مثلاً هر چند شخصی که موضوع تقلید شاعر است خود فاقد سیرتی ثابت باشد، همین بی‌ثباتی خلق و خوی او باید با ثبات و پایدار باشد.

### کلام
از نظر ارسطو گفتار شاعرانه گفتاری است که مبتذل و رکیک نباشد. چنین گفتاری باید روشن و رسا باشد ولی نباید در آن الفاظ عامیانه و متداول روزمره زیاد باشد چون در این صورت به پستی و ابتذال دچار می‌شود، اما خیلی نیز نباید از زبان عوام دور گردد چون در این صورت یا مجبور به استفاده از کلمات بیگانه می‌شود، که مبتلا به ضعف غرابت می‌شود، یا مجبور به استفاده از مجازها و استعارات و کنایه‌ها می‌شود که در این حالت به صورت معما گونه و مغلق در می‌آید، یا این که مجبور به استفاده از کلمات متروک و نا متداول می‌شود که در این صورت نامفهوم و درک ناپذیر می‌گردد، و در هر سه حالت، صورتی معما گونه و مبهم پیدا می‌کند که این نیز سبب ضعف و سستی بیان، زبان و گفتار می‌شود.
به این ترتیب سازندهٔ تراژدی باید زبانی را به کار گیرد که در مرز باریک بین زبان عوام و زبان خواص واقع باشد، و رسایی و روشنی و شیوایی آن در کنار غرابت و ایهام و معماوار بودنش قرار گیرد و هماهنگ با آن باشد.

### اندیشه
مقصود از اندیشه تمام آن چیزهاست که اشخاص داستان جهت اثبات امری یا بیان مطلبی می‌گویند.

### آواز
ارسطو در توضیح دستهٔ همسرایان می‌گوید:
اما گروه خنیاگران را باید به‌مثابهِ یکی از اشخاص نمایش‌نامه تلقی کرد که بدین لحاظ، جزیی هستند از کل، و درواقع نه آن‌طور که نزد اوری‌پید معمول است، بلکه موافق آنچه شیوهٔ سوفوکل است، این‌ها را نیز باید در کردار شریک کرد. زیرا در حقیقت نزد شاعرانِ دیگر، آوازِ گروه خنیاگران ارتباطش با موضوعِ نمایشِ خودشان هیچ بیش‌تر از ارتباطی که با تراژدیِ دیگر ممکن است داشته باشند نیست؛ و گویی این آوازها اجزایی دخیل هستند که آن‌ها را به مناسبت، در طی نمایش‌نامه داخل می‌کنند… اما باید دید چه فرق است بین این‌که سرود گروه خنیاگران را در طی نمایش‌نامه‌ای داخل کنند یا این که یک خطابهٔ کامل و حتی یک واقعهٔ ضمنی را از یک تراژدی واردِ تراژدیِ دیگر بنمایند.

## تفاوت‌های شعر حماسی و تراژدی
1. شعر حماسی با تراژدی از حیث طول قصه و نیز از حیث وزن شعر تفاوت دارد.
2. شعر حماسی مزیتی خاص نیز دارد که سبب می‌شود طول آن افزایش پذیر باشد؛ چون در تراژدی نمی‌توان اجزای واقعه‌ای را که مقارن زمان وقوع اصل داستان روی داده‌اند، توصیف کرد، بلکه فقط وقایعی قابل توصیف اند که در روی صحنه هستند، اما در شعر حماسی به این دلیل که متضمن نقل روایات است می‌توان اجزای مختلف را نیز که مقارن زمان وقوع اصل داستان روی داده‌اند توصیف کرد. این اجزا اگر با موضوع اصل داستان ارتباط داشته باشند، به طول و تفصیل شعر می‌افزایند.
3. در شعر حماسی باید از امور خارق‌العاده سخن به میان آورد، اما در تراژدی حتی ممکن است تا مرز امور غیرمعقول که خود از مهم‌ترین عوامل امور خارق‌العاده‌است پیش رفت، اما این امر در شعر حماسی به نظر نمی‌آید.

## ترجمه‌های فارسی
- فتح‌الله مجتبایی (ترجمه از زبان انگلیسی ۱۳۳۷)
- سهیل افنان ( از زبان یونانی ۱۳۲۷)
- عبدالحسین زرّین‌کوب (از زبان فرانسه ۱۳۳۵)
- رضا شیرمرز (از زبان یونانی ۱۳۹۷)